# Lou Lopez Sénéchal
Lou Lopez Sénéchal (Guadalajara, 12 maggio 1998) è una cestista francese con cittadinanza messicana.

## Carriera
È stata selezionata dalle Dallas Wings al primo giro del Draft WNBA 2023 (5ª scelta assoluta).